# Il castello di mia madre
Il castello di mia madre (Le Château de ma mère) è un romanzo di Marcel Pagnol, edito nel 1957, che costituisce il seguito di La gloria di mio padre. Si tratta di ricordi, in cui l'autore presenta, romanzandola, la sua infanzia sulle colline della Treille, presso il Garlaban.

## Trama
Protagonisti sono la mamma Augustine, il papà Joseph, lo zio Jules, la zia Rose, l'amico Lilli. La famiglia si reca tutte le settimane nella casetta di campagna sulle colline, ma deve percorrere un lungo sentiero, che richiede più di due ore a percorrerlo. Bouzigue, ex-alunno di Joseph, è controllore del canale d'acqua che passa attraverso varie ville. Allora suggerisce a Joseph di usare la chiave del canale che gli permetterebbe di attraversare le ville, invece di dovere percorrere tutto il perimetro delle proprietà: in poco più di mezz'ora raggiungerà la casa, e intanto si renderà utile, controllando il canale. Joseph non è convinto, perché si tratta di usufruire indebitamente di un privilegio, ma accetta. La cosa funziona; anzi, un colonnello in pensione, proprietario di una delle ville, diventa loro amico e regala delle rose ad Augustine. Una volta il guardiano ignorante e stupido del Castello della Buzine, mette una catena alla porta e così blocca Joseph, seguito dalla moglie e dai figli, stende un verbale e ritira la chiave. Joseph è disperato: teme che la denunzia gli possa costare la promozione sognata o addirittura gli faccia perdere il posto. Per fortuna Bouzigue, con due altri controllori, mette  tutto a posto.
Il romanzo termina con il ricordo della morte di Augustine. Pagnol segnala infine di avere comprato, attraverso un mediatore, senza vederlo, proprio quel castello per girare i suoi film. Quando vede il sito, rompe la porta dell'umiliazione del padre. Così l'oltraggio è vendicato, ma la madre Augustine "dall'altro lato del tempo, per sempre inconsolabile,  non sapeva di essere a casa di suo figlio".

## Cinema
Dal romanzo Yves Robert ha tratto un film con Philippe Caubère, Nathalie Roussel, Didier Pain, Thérèse Liotard.

## Edizioni
- Marcel Pagnol, Il castello di mia madre, Vicenza, Pozza, 1957, ISBN 88-7305-709-8.

| Controllo di autorità | BNF (FR) cb13191098d (data) |